# Österreichische Volleyballnationalmannschaft der Männer
Die österreichische Volleyballnationalmannschaft der Männer ist eine Auswahl der besten österreichischen Spieler, die den Österreichischen Volleyballverband bei internationalen Turnieren und Länderspielen repräsentiert.

## Geschichte

### Weltmeisterschaft
Bei der ersten Teilnahme an einer Volleyball-Weltmeisterschaft kam Österreich 1956 bei zwanzig Teilnehmern nicht über den letzten Rang hinaus. 1962 waren sie als 19. ebenfalls die schlechteste Mannschaft.

### Olympische Spiele
Österreich konnte sich noch nie für Olympische Spiele qualifizieren.

### Europameisterschaft
Die Österreicher nahmen von 1955 bis 1963 dreimal in Folge an einer Volleyball-Europameisterschaft teil und belegten einmal den 13. und zweimal den 16. Platz. Als Gastgeber wurden sie 1999 Achter.
Bei der Heim-Europameisterschaft 2011 in Österreich und Tschechien schied Österreich nach drei Niederlagen in der Vorrunde aus und belegte den 16. und letzten Platz.
2019 hat sich das Team aus Österreich erstmals aus eigener Kraft für die EM qualifiziert und traf in der Gruppe B auf Belgien, Slowakei, Deutschland, Spanien und Serbien. Die Volleyball-Europameisterschaft 2019 fand vom 12. bis zum 29. September in Slowenien, Frankreich, Belgien und den Niederlanden statt. Das österreichische Team gewann bei der EM zwar kein Spiel, eroberte aber gegen den späteren Achtelfinalisten Spanien durch ein 2:3 einen Punkt.

### Weltliga
Erste Teilnahme in der Volleyball-Weltliga im Jahr 2017, nach Siegen über Venezuela, Kasachstan, Deutschland und Mexiko wurde in der Gruppe 3 der 5. Platz erreicht.

### World Cup
Der Volleyball World Cup fand bisher ebenfalls ohne österreichische Beteiligung statt.

### Europaliga
Bei der ersten Teilnahme an der Europaliga 2008 belegten die Österreicher nach den Vorrundenspielen gegen Deutschland, die Türkei und Belarus den siebten Rang. In den Folgejahren landete man auf den Plätzen elf, acht und zwölf. 2012 belegte Österreich den achten Rang, beendete dabei die Gruppenphase erstmals nicht als Letzter. In der Fünfergruppe ließ die Mannschaft von Teamchef Michael Warm Rumänien hinter sich.
2015 traf Österreich in einer von zwei Sechser-Gruppen (Pool A) auf Estland, Mazedonien, Polen, Dänemark und Israel. Man landete innerhalb der Gruppe vor Dänemark und Israel auf dem vierten Platz und belegte somit in der Gesamtwertung wie im Vorjahr Platz sieben.
2018 erreichte man in der Vierergruppe A mit Mazedonien, Kosovo und Lettland den 2. Platz, Mazedonien war als Veranstalter aber trotz schlechterer Platzierung für das Final 4 qualifiziert, Österreich daher auf Platz 5.
2019 erreichte das Team den 3. Platz, nach der Vorrunde lag man punktegleich mit Griechenland auf dem 2. Platz in der Gruppe A, Griechenland hatte allerdings einen Satz mehr gewonnen als das österreichische Team.